# Gaon Singles Chart 2014
Le Gaon Singles Chart 2014 est le classement des meilleures ventes de singles en Corée du Sud au cours de l'année 2014.
Le tableau suivant présente la liste des titres ayant été numéro un. Le classement complet de chaque semaine se trouve sur le site officiel.
| Date             | Titre                                                   | Artiste                  | Ventes  |
| ---------------- | ------------------------------------------------------- | ------------------------ | ------- |
| 16 août 2014     | Empty                                                   | WINNER                   | 397 791 |
| 9 août 2014      | Body Language                                           | San E feat. Bumkey       | 255 429 |
| 2 août 2014      | Touch my Body                                           | Sistar                   | 188 427 |
| 26 juillet 2014  | Touch my Body                                           | Sistar                   | 378 883 |
| 19 juillet 2014  | Darling                                                 | Girl's Day               | 273 168 |
| 12 juillet 2014  | Arrêtons de se disputer maintenant (이제 그만 싸우자)   | Huh Gak & Jung Eun-ji    | 276 153 |
| 5 juillet 2014   | Parapluie (우산)                                        | Younha                   | 298 781 |
| 28 juin 2014     | Le miel d'une nuit d'été (한여름밤의 꿀)                | San E feat. Raina        | 141 996 |
| 21 juin 2014     | Good Luck                                               | Beast                    | 224 992 |
| 14 juin 2014     | Ce n'est plus moi (이젠 아니야)                         | Beast                    | 232 101 |
| 7 juin 2014      | Yeux, nez, bouche (눈, 코, 입)                          | Taeyang                  | 322 577 |
| 31 mai 2014      | Parfum humain (사람냄새)                                | Jung-in & Gary           | 366 141 |
| 24 mai 2014      | Toi toi toi (너를 너를 너를)                            | Fly to the Sky           | 358 644 |
| 17 mai 2014      | Want U (너를 원해)                                      | Jung Gigo feat. Beenzino | 221 970 |
| 10 mai 2014      | Le vilain petit canard (미운 오리 새끼)                 | g.o.d.                   | 342 131 |
| 3 mai 2014       | Not Spring, Love or Cherry Blossoms (봄,사랑,벚꽃 말고) | IU & HIGH4               | 93 335  |
| 26 avril 2014    | 200 %                                                   | Akdong Musician          | 101 237 |
| 19 avril 2014    | Can't Hide It (티가 나나봐)                             | 15&                      | 251 677 |
| 12 avril 2014    | 200 %                                                   | Akdong Musician          | 468 279 |
| 5 avril 2014     | Wild Flower (야생화)                                    | Park Hyo-shin            | 252 290 |
| 29 mars 2014     | Un homme comme cela (그런 남자)                         | Bro                      | 242 435 |
| 22 mars 2014     | Whatcha Doin' Today? (오늘 뭐해?)                       | 4Minute                  | 184 353 |
| 15 mars 2014     | Come Back Home                                          | 2NE1                     | 120 481 |
| 8 mars 2014      | Come Back Home                                          | 2NE1                     | 193 909 |
| 1er mars 2014    | Mr.Mr.                                                  | Girls' Generation        | 309 297 |
| 22 février 2014  | Some (썸)                                               | Soyou & Junggigo         | 182 729 |
| 15 février 2014  | Some (썸)                                               | Soyou & Junggigo         | 333 575 |
| 8 février 2014   | Let it Go                                               | Idina Menzel             | 138 969 |
| 1er février 2014 | Let it Go                                               | Idina Menzel             | 184 498 |
| 25 janvier 2014  | Hello (안녕)                                            | Hyorin                   | 295 690 |
| 18 janvier 2014  | Shower Later (조금 이따 샤워해)                         | Garie feat. Crush        | 310 405 |
| 11 janvier 2014  | J’ai fait des progrès en chant (노래가 늘었어)          | Ailee                    | 259 226 |
| 4 janvier 2014   | Tu souffles (그대가 분다)                               | MC the Max               | 251 089 |